# Otávio Barbosa Aguiar
Otávio Barbosa Aguiar (* 22. April 1913 in Orobó; † 9. Dezember 2004 in Maceió) war ein brasilianischer Geistlicher und römisch-katholischer Bischof von Palmeira dos Índios.

## Leben
Otávio Barbosa Aguiar empfing am 28. April 1935 die Priesterweihe.
Papst Pius XII. ernannte ihn am 6. November 1954 zum Weihbischof in São Luís do Maranhão und Titularbischof von Gergis. Der Bischof von Niterói, Carlos Gouvêa Coelho, spendete ihm am 30. Januar des nächsten Jahres die Bischofsweihe; Mitkonsekratoren waren José de Medeiros Delgado, Erzbischof von São Luís do Maranhão, und José Vicente Távora, Weihbischof in São Sebastião do Rio de Janeiro.
Der Papst ernannte ihn am 24. Februar 1956 zum Bischof von Campina Grande. Papst Johannes XXIII. ernannte ihn am 4. Juli 1962 zum ersten Bischof des neugegründeten Bistums Palmeira dos Índios. Während des Zweiten Vatikanischen Konzils nahm er als Konzilsvater an allen vier Sitzungsperioden teil. Von seinem Amt trat er am 29. März 1978 zurück.